# SpVgg 1910 Langenselbold
SpVgg 1910 Langenselbold is een Duitse voetbalclub uit Langenselbold, Hessen. 

## Geschiedenis
In 1910 werd in restaurant Zum Felsenkeller de Sportverein 1910 opgericht. Datzelfde jaar werd ook FC Viktoria opgericht als tweede club van de gemeente. Op 19 mei 1919 fuseerden beide clubs tot SpVgg 1910 Langenselbold. In 1930 splitste een aantal leden zich af om het nog steeds bestaande SV 1930 Langenselbold op te richten. In 1934 promoveerde de club naar de Gauliga Hessen, door een voorlaatste plaats degradeerde de club echter niet. De club zakte zelfs nog een klasse lager, maar kon daar al snel uit terugkeren. In 1940 promoveerde de club opnieuw naar de Gauliga. Het tweede seizoen in de hoogste klasse was een ware catastrofe. Ze scoorden slechts zes keer en verloren alle wedstrijden. In 1942 werden de activiteiten gestaakt door de perikelen in de Tweede Wereldoorlog.
Na de oorlog werd de club heropgericht en speelde na enkele jaren in de 2. Amateurliga. De club kon deze klasse echter niet aanhouden en zakte langzaam weg naar de lagere reeksen. Degradatie naar de Kreisklasse B in 1968 was een dieptepunt in de clubgeschiedenis.
In 1982 promoveerde de club naar de Bezirksklasse en twee jaar later naar de Landesliga. De club investeerde om verder te promoveren, maar dat lukte niet. In de jaren negentig kregen ze financiële problemen en zakten opnieuw naar de lagere reeksen.

## Bekende ex-spelers
- Tayfur Havutçu